# Bede Olga
Bede Olga (Dicsőszentmárton, 1908. november 24. – Marosvásárhely, 1985.) romániai magyar ifjúsági író.

## Életútja
A középiskolát szülővárosában végezte 1925-ben, majd Erdély különböző városaiban tisztviselő. Az 1950-es évek végén tűnt fel verseivel, meséivel és színdarabjaival az ifjúsági sajtóban és a rádióban. A marosvásárhelyi Népi Alkotások Háza több gyermekszíndarabját és bábjátékát kiadta, Mesél az erdő című bábjátékát 1964-től játszották.

## Kötetei
- Harkály doktor (versek, 1957)
- Az Óperencián innen és túl (mesék, 1957)
- Aranymadár (mesék, 1958)
- Varázstükör (színdarabok, 1958)
- Két kis csibész kalandjai (verses mese, 1960)
- Pionírok az űrhajón (verses mese, 1961)
- Kék virág (színdarabok, 1961)
- Mai játék (regény, 1963)
- Pionír-köszöntő (színdarabok, 1964)
- Be szép a nyár! (ifjúsági regény, 1968)
- Bújj, bújj zöld ág (színdarabok, 1968)